# Runjići
Runjići su naseljeno mjesto u općini Travnik, Federacija Bosne i Hercegovine, BiH.

## Stanovništvo

### 1991.
Nacionalni sastav stanovništva 1991. godine, bio je sljedeći:
ukupno: 308
- Hrvati - 157
- Muslimani - 141
- ostali, neopredijeljeni i nepoznato - 10

### 2013.
Nacionalni sastav stanovništva 2013. godine, bio je sljedeći:
ukupno: 162
- Bošnjaci - 142
- Hrvati - 14
- ostali, neopredijeljeni i nepoznato - 6